# Cléry-en-Vexin
Cléry-en-Vexin är en kommun i departementet Val-d'Oise i regionen Île-de-France i norra Frankrike. Kommunen ligger i kantonen Vigny som tillhör arrondissementet Pontoise. År 2022 hade Cléry-en-Vexin 467 invånare.

## Befolkningsutveckling
Antalet invånare i kommunen Cléry-en-Vexin
| Referens: INSEE |